# El tiempo del doctor
El tiempo del doctor (The Time of the Doctor) es un episodio especial de la serie de televisión británica Doctor Who. Se trata del tradicional especial de Navidad, que se emitió el 25 de diciembre de 2013. El episodio fue escrito por Steven Moffat y supone la última aparición de Matt Smith como el Undécimo Doctor, que se regenera en el Duodécimo Doctor, interpretado por Peter Capaldi.
El episodio narra cómo el Doctor, tras recoger a Clara de su cena de Navidad, rastrea una misteriosa señal que proviene de un tranquilo planeta en el que las fuerzas concentradas de las especies más mortales del universo se han reunido.
El tiempo del Doctor es la tercera y última parte de una trilogía de episodios sueltos, después de El nombre del Doctor y El día del Doctor, (además del miniepisodio La noche del Doctor) que en conjunto sirven como despedida del Undécimo Doctor. El episodio aborda numerosos hilos argumentales desarrollados a lo largo de la estancia de Smith en el papel, incluyendo la profecía del Silencio y el destino del Doctor en el planeta Trenzalore. El tiempo del Doctor es también el episodio individual 800 de Doctor Who y el noveno especial de Navidad de la serie moderna (cuarto y último de Matt Smith como el undécimo Doctor).

## Argumento
La TARDIS orbita junto a cientos de naves alrededor de un planeta desconocido. Un mensaje, que nadie puede traducir, está siendo transmitido desde el planeta a través del tiempo y el espacio. Con la ayuda de la cabeza de un Cyberman llamado "Handles" (Kayvan Novak), que es usada como asistente personal, el Doctor (Matt Smith) visita dos de esas naves, siendo atacado por Daleks y Cybermen. Tras recoger a Clara (Jenna Coleman) de su casa y haber conocido brevemente a su familia en el día de Navidad, ambos vuelven a la órbita, donde Handles identifica el planeta como Gallifrey. El Doctor lo refuta y ambos son invitados a la primera nave que llegó a la llamada del mensaje, que pertenece a la Orden Papal, una iglesia espacial dirigida por la Madre Superiora, Tasha Lem (Orla Brady), que envía al Doctor y Clara al planeta, a un pueblo llamado Navidad. El pueblo está rodeado de un campo de verdad, por lo que nadie en su interior puede mentir. Buscando la fuente de la llamada, el Doctor encuentra una grieta en el tiempo desde la cual el mensaje está siendo transmitido; esta grieta es una "cicatriz" dejada por las grietas que había cerrado previamente al resetear el universo. Handles identifica el lenguaje como gallifreyano y con la ayuda del Doctor, traduce el mensaje como la primera pregunta: "Doctor quién?". El Doctor llega a la conclusión de que su gente, los Señores del Tiempo, están llamando desde el universo paralelo en el que Gallifrey está atrapado y del que desean escapar. Si el Doctor dice su nombre, los Señores del Tiempo sabrán que es el lugar correcto y podrán atravesar la grieta. Sin embargo, las especies alienígenas que se encuentran rodeando el planeta descenderán y atacarán a los Señores del Tiempo, empezando de nuevo la Guerra del Tiempo. Tasha contacta con el Doctor, advirtiéndole de que eso no puede pasar. El Doctor se niega a retirarse y dejar que destruyan el planeta, cuyo nombre se revela es Trenzalore, el planeta donde él está enterrado. El Doctor engaña a Clara haciendo que introduzca un objeto en la consola de la TARDIS que la transporta a casa, quedando él en Trenzalore para defender el planeta de las incursiones de los alienígenas que lo asedian.
Tras aferrarse a la TARDIS, Clara vuelve a Trenzalore. No obstante, para protegerla del vórtice temporal, la TARDIS se ve forzada a expandir sus escudos y, por consiguiente, retrasanr el tiempo que la nave tarda en volver al planeta. Clara encuentra a un Doctor visiblemente envejecido que ha pasado 300 años protegiendo el pueblo de Navidad. Él revela a Clara que se encuentra en su último cuerpo y que no puede volver a regenerarse, recordando que el Décimo Doctor utilizó una regeneración adicional y a la encarnación que luchó en la Guerra del Tiempo, sumando así las trece encarnaciones que un Señor del Tiempo puede poseer. Ambos son transportados a la nave de la Orden Papal - ahora Iglesia del Silencio - donde el Doctor conoce que durante su periodo de protección del planeta, una sección de la Iglesia liderada por Madame Kovarian se separó y trató de que esos eventos no ocurriesen al intentar destruir la TARDIS y producir un niño que tratara de matarle, hechos que el Doctor ya vivió en el pasado. Clara y el Doctor pronto descubren que Tasha y su tripulación han sido asesinados por los Daleks y convertidos en marionetas Dalek; el Doctor es capaz de ayudar a Tasha a resistir la conciencia Dalek dentro de ella y tanto él como Clara, escapan de nuevo al planeta.
Aún tras prometer que nunca más enviaría a Clara a casa, el Doctor lo hace y ella es devuelta a su tiempo en la Tierra mientras el asedio de Trenzalore se convierte en una batalla campal. Sin embargo, poco tiempo después, la TARDIS reaparece y Clara accede a ella, para descubrir que es Tasha la que la está pilotando y ambas vuelven a Trenzalore para ver al Doctor, que ya es muy anciano. Todas las razas que luchaban en la batalla se han retirado a excepción de los Daleks, a los que el Doctor ha estado combatiendo junto al Silencio. Los Daleks lanzan su ataque final y el Doctor, sin ideas, armas, ni regeneraciones restantes, se dispone a hacerles frente. Clara vuelve desesperada a la grieta y pide a los Señores del Tiempo que salven al Doctor, ante lo cual fisura temporal desaparece.
En la cima de la torre del reloj de Navidad, el Doctor se prepara para morir cuando la grieta reaparece y, a través de ella, los Señores del Tiempo otorgan al Doctor un nuevo ciclo de regeneraciones. Mientras su decimotercera regeneración comienza, el Doctor usa el exceso de energía para destruir la nave Dalek. Tras ello, Clara encuentra al Doctor, joven de nuevo, en la TARDIS. Él explica que es un efecto secundario del 'reinicio' del nuevo ciclo de regeneraciones y que la segunda fase de la regeneración aún no ha comenzado, pero pronto cambiará de aspecto. Después de enorgullecerse de su forma actual, tiene una alucinación en la que se despide de Amy Pond, la primera persona que conoció con ese rostro, y se regenera finalmente en el Duodécimo Doctor (Peter Capaldi). Tras experimentar un dolor momentáneo y comentar que no le gusta el color de sus riñones, el Doctor pregunta con preocupación a Clara si sabe cómo pilotar la TARDIS.

## Producción
El episodio fue escrito por Steven Moffat. Matt Smith anunció el 1 de junio de 2013 que abandonaría la serie tras este episodio de Navidad. Smith dijo que el rodaje del episodio comenzaría cuando el actor terminase de trabajar en la película Lost River. El episodio fue dirigido por Jamie Payne, que previamente dirigió el episodio Oculto. El especial supone el 800º episodio de la serie y su título fue desvelado el 26 de noviembre de 2013.
Sobre cómo es la despedida de la serie del Undécimo Doctor, Moffat declaró que, puesto que el Doctor no muere realmente con sus regeneraciones, es un "final triunfante más que triste" y lo comparó con "despertar una mañana y no ser el mismo, puesto que suenas diferente, luces diferente y tienes un temperamento distinto" algo que para el showrunner "no se siente como morir, pero si como algo mortificante puesto que es horrible pensar que te van a reescribir completamente". Moffat también comento que es un episodio muy gracioso, sobre todo durante los primeros veinte minutos, puesto que el Undécimo es un Doctor divertido y que "si pretendes que la gente le añore, necesitas recordarles lo divertido que es".
El rodaje comenzó el 8 de septiembre de 2013 y Matt Smith, debido a que tuvo que raparse el pelo para el rodaje de Lost River, llevó una peluca para simular el peinado que usualmente llevaba al interpretar al Doctor. El 19 de septiembre de 2013 se rodaron varias escenas en Puzzlewood con nieve artificial. El 5 de octubre, el productor Marcus Wilson reveló vía Twitter el final de la filmación.
En el elenco del episodio destaca Orla Brady, que interpreta a Tasha Lem, Madre Superiora de la Orden Papal. James Buller interpreta al padre de Clara, Dave Oswald, que había aparecido anteriormente en la serie en el episodio Los anillos de Akhaten, interpretado por Michael Dixon. La actriz Sheila Reid, que interpreta a la abuela de Clara, apareció anteriormente en el serial Vengeance on Varos del Sexto Doctor. El comediante Kayvan Novak pone voz a Handles, la cabeza de un Cybermen que el Doctor recoge.

### Elección del nuevo Doctor
En un principio se anunció que el nuevo Doctor podría ser anunciado en julio de 2013, por fuentes de la BBC con información privilegiada, que sugirieron que el reemplazo de Matt Smith debería ser anunciado antes de que comience el rodaje del especial de Navidad. Sin embargo, Radio Times confirmó que hasta pasado el verano de 2013 no se comenzaría a rodar el episodio, y por tanto no se daría a conocer el nombre del nuevo Doctor que debutaría en este episodio hasta principios de otoño de 2013. No obstante, la BBC adelantó sus planes y anunció un programa especial en directo titulado Doctor Who Live: The Next Doctor (Doctor Who en directo: El siguiente Doctor) para el 4 de agosto de 2013 en el que se reveló que el nombre del actor encargado de interpretar al Duodécimo Doctor sería el escocés Peter Capaldi, que ya había aparecido anteriormente en la serie como actor invitado en el episodio Los fuegos de Pompeya, así como en los cinco episodios de la temporada Los niños de la Tierra del spin-off Torchwood.